# Louis Bromfield
Louis Bromfield (n. 27 decembrie 1896 - d. 18 martie 1956) a fost un romancier și dramaturg american.

## Biografie
Louis Bromfield s-a născut în localitatea Mansfield din statul Ohio în anul 1896. Tatăl său, descendent dintr-o familie de fermieri, era un om instruit care rămăsese însă strâns legat de modul de viață și obiceiurile familiei. După terminarea studiilor secundare, Louis Bromfield a luat parte la primul război mondial, fiind apoi ziarist la New York și corespondent extern al unor cotidiene de mare tiraj. S-a stabilit apoi în Franța unde a petrecut cea mai mare parte a anilor premergători celui de-al doilea război mondial.
Activitatea sa literară se întinde de-a lungul a aproape un sfert de veac, între 1924 și 1948. În anul 1939 Bromfield se instalează la proprietatea sa din Ohio, unde devine cultivator, se ocupă de reforme agricole și predică întoarcerea la glia strămoșească și la virtuțile străbune. Ultimele lucrări ale lui Bromfield au un caracter autobiografic și propovăduiesc revoluționarea agriculturii americane după modelul creat de autor la ferma sa din Malabar ,în apropiere de Lucas, Ohio.

## Opera
- 1924: Laurul verde
- 1925: Posedații ("Possession");
- 1926: Toamnă timpurie ("Early Autumn");
- 1927: O femeie de suflet
- 1928: Ciudatul caz al domnișoarei Annie Spragg
- 1932: Un erou modern ("A Modern Hero");
- 1937: Vin ploile ("The Rains Came");
- 1937: El Dorado
- 1940: Noaptea la Bombay ("Night in Bombay");
- 1936: Trebuia să se întâmple ("It Had to Happen");
- 1947: Colorado ("Colorado");
- 1955: Din proprie experință ("From My Experience").